# Meunasah Tutong (Bandar Baru)
Meunasah Tutong is een bestuurslaag in het regentschap Pidie Jaya van de provincie Atjeh, Indonesië. Meunasah Tutong telt 571 inwoners (volkstelling 2010).